# Vuelta a España 1960
La 15.ª edición de la Vuelta a España se disputó del 29 de abril al 15 de mayo de 1960, con un recorrido de 3566 km dividido en 17 de etapas, dos de ellas dobles, con inicio en Gijón y final en Bilbao.
Tomaron la salida 80 corredores, 45 de ellos españoles, repartidos en 8 equipos de los que solo finalizaron la prueba 24 ciclistas.
El vencedor, el belga Franz De Mulder, cubrió la prueba a una velocidad media de 34,575 km/h. Su compatriota, Arthur De Cabooter se impuso en la clasificación por puntos y el Groene Leeuw fue el primero en la clasificación por equipos. El protagonismo belga solo se evitó en la clasificación de la montaña que obtuvo Antonio Karmany y en la metas volantes ganadas por Vicente Iturat.
En la etapa reina, la 14.ª con final en Vitoria, tuvo lugar un enfrentamiento entre Federico Martín Bahamontes y la organización de la Vuelta. El ciclista toledano reclamaba que se permitiera que Julio San Emeterio continuara en carrera a pesar de llegar fuera de control. Bahamontes llegó a amenazar con retirarse de la carrera si no se cumplía su petición aunque finalmente no fue así. Al día siguiente, Bahamontes se escapa del pelotón, para luego detenerse y ser alcanzado, quedándose finalmente descolgado y llegando a línea de meta una hora después del vencedor de la etapa. El médico de la Vuelta alegaría más tarde que Bahamontes sufría de apendicitis.

## Etapas
| Etapa  | Recorrido             | Km       | Ganador de la etapa        | Líder de la clasificación general |
| 1.ª    | Gijón                 | 8 (CRE)  | Faema                      | Gabriel Mas                       |
| 2.ª    | Gijón-La Coruña       | 235      | Felipe "Katania" Alberdi   | Felipe "Katania" Alberdi          |
| 3.ª    | La Coruña-Vigo        | 187      | Antón Barrutia             | Antón Barrutia                    |
| 4.ª    | Vigo-Orense           | 105      | Franz De Mulder            | Antón Barrutia                    |
| 5.ª    | Orense-Zamora         | 287      | Antonio Gómez del Moral    | Jesús Galdeano                    |
| 6.ª    | Zamora-Madrid         | 250      | Nino Assirelli             | Fernando Manzaneque               |
| 7.ª    | Madrid                | 209      | Franz De Mulder            | Fernando Manzaneque               |
| 8.ª    | Guadalajara-Zaragoza  | 264      | Arthur De Cabooter         | Fernando Manzaneque               |
| 9.ª    | Zaragoza-Barcelona    | 269      | Salvador Botella           | Franz De Mulder                   |
| 10.ª   | Barcelona-Barbastro   | 240      | Alphonse Sweeck            | Armand Desmet                     |
| 11.ª   | Barbastro-Pamplona    | 267      | Vicente Iturat             | Armand Desmet                     |
| 12.ª   | Pamplona-Logroño      | 179      | Jesús Galdeano             | Armand Desmet                     |
| 13.ª   | Logroño-San Sebastián | 211      | Federico Martín Bahamontes | Armand Desmet                     |
| 14.ª   | San Sebastián-Vitoria | 263      | Antonio Suárez             | Armand Desmet                     |
| 15.ª   | Vitoria-Santander     | 232      | Arthur De Cabooter         | Armand Desmet                     |
| 16.ª   | Santander-Bilbao      | 192      | Franz De Mulder            | Franz De Mulder                   |
| 17.ª a | Bilbao-Guernica       | 116      | Franz De Mulder            | Franz De Mulder                   |
| 17.ª b | Guernica-Bilbao       | 53 (CRI) | Antonio Karmany            | Franz De Mulder                   |

## Equipos participantes
| Equipo        | Jefe de filas    |
| Faema         | Antonio Suárez   |
| Magnat-Rochet | Francis Anastasi |
| Groene Leeuw  | Noël Foré        |
| EMI           | Charly Gaul      |

| Equipo   | Jefe de filas           |
| Kas      | Carmelo Morales         |
| Ferrys   | Vicente Iturat          |
| Licor 43 | Antonio Gómez del Moral |
| Majestad | Jesús Loroño            |

## Clasificaciones
En esta edición de la Vuelta a España se diputaron cinco clasificaciones que dieron los siguientes resultados:
| \| 1. \| Franz De Mulder \| Bélgica \| GRO \| 103h 05' 57s \| \| \| 2. \| Armand Desmet \| Bélgica \| GRO \| a 15' 21s \| \| \| 3. \| Miguel Pacheco \| España \| L43 \| a 19' 24s \| \| \| 4. \| Antonio Karmany \| España \| KAS \| a 22' 03s \| \| \| 5. \| Juan Campillo \| España \| KAS \| a 29' 50s \| \| \| 6. \| Fernando Manzaneque \| España \| FAE \| a 31' 58s \| \| \| 7. \| Salvador Botella \| España \| FAE \| a 32' 58s \| \| \| 8. \| Benigno Azpuru \| España \| KAS \| a 35' 08s \| \| \| 9. \| Jesús Loroño \| España \| MAJ \| a 38' 11s \| \| \| 10. \| Arthur De Cabooter \| Bélgica \| GRO \| a 44' 42s \| \| |                     |         |     |              |  |
| 1. | Franz De Mulder     | Bélgica | GRO | 103h 05' 57s |  |
| 2. | Armand Desmet       | Bélgica | GRO | a 15' 21s    |  |
| 3. | Miguel Pacheco      | España  | L43 | a 19' 24s    |  |
| 4. | Antonio Karmany     | España  | KAS | a 22' 03s    |  |
| 5. | Juan Campillo       | España  | KAS | a 29' 50s    |  |
| 6. | Fernando Manzaneque | España  | FAE | a 31' 58s    |  |
| 7. | Salvador Botella    | España  | FAE | a 32' 58s    |  |
| 8. | Benigno Azpuru      | España  | KAS | a 35' 08s    |  |
| 9. | Jesús Loroño        | España  | MAJ | a 38' 11s    |  |
| 10. | Arthur De Cabooter  | Bélgica | GRO | a 44' 42s    |  |

| \| 1. \| Arthur De Cabooter \| Bélgica \| GRO \| 189 puntos \| \| 2. \| Juan Campillo \| España \| KAS \| 214 puntos \| \| 3. \| Franz De Mulder \| Bélgica \| GRO \| 239 puntos \| |                    |         |     |            |
| 1. | Arthur De Cabooter | Bélgica | GRO | 189 puntos |
| 2. | Juan Campillo      | España  | KAS | 214 puntos |
| 3. | Franz De Mulder    | Bélgica | GRO | 239 puntos |

| \| 1. \| Antonio Karmany \| España \| KAS \| 65 puntos \| \| 2. \| Antonio Suárez \| España \| FAE \| 55 puntos \| \| 3. \| Franz De Mulder \| Bélgica \| GRO \| 44 puntos \| |                 |         |     |           |
| 1. | Antonio Karmany | España  | KAS | 65 puntos |
| 2. | Antonio Suárez  | España  | FAE | 55 puntos |
| 3. | Franz De Mulder | Bélgica | GRO | 44 puntos |

| \| 1. \| Vicente Iturat \| España \| \| 19 puntos \| |                |        |  |           |
| 1.                                                   | Vicente Iturat | España |  | 19 puntos |

| \| 1. \| Groene Leeuw \| Bélgica \| GRO \| 310h 18' 00s \| |              |         |     |              |
| 1.                                                         | Groene Leeuw | Bélgica | GRO | 310h 18' 00s |